# DS N°8
DS N°8 (укр. ДС Номер 8) — це електричний кросовер, який випускає DS Automobiles з 2025 року.  

## Опис

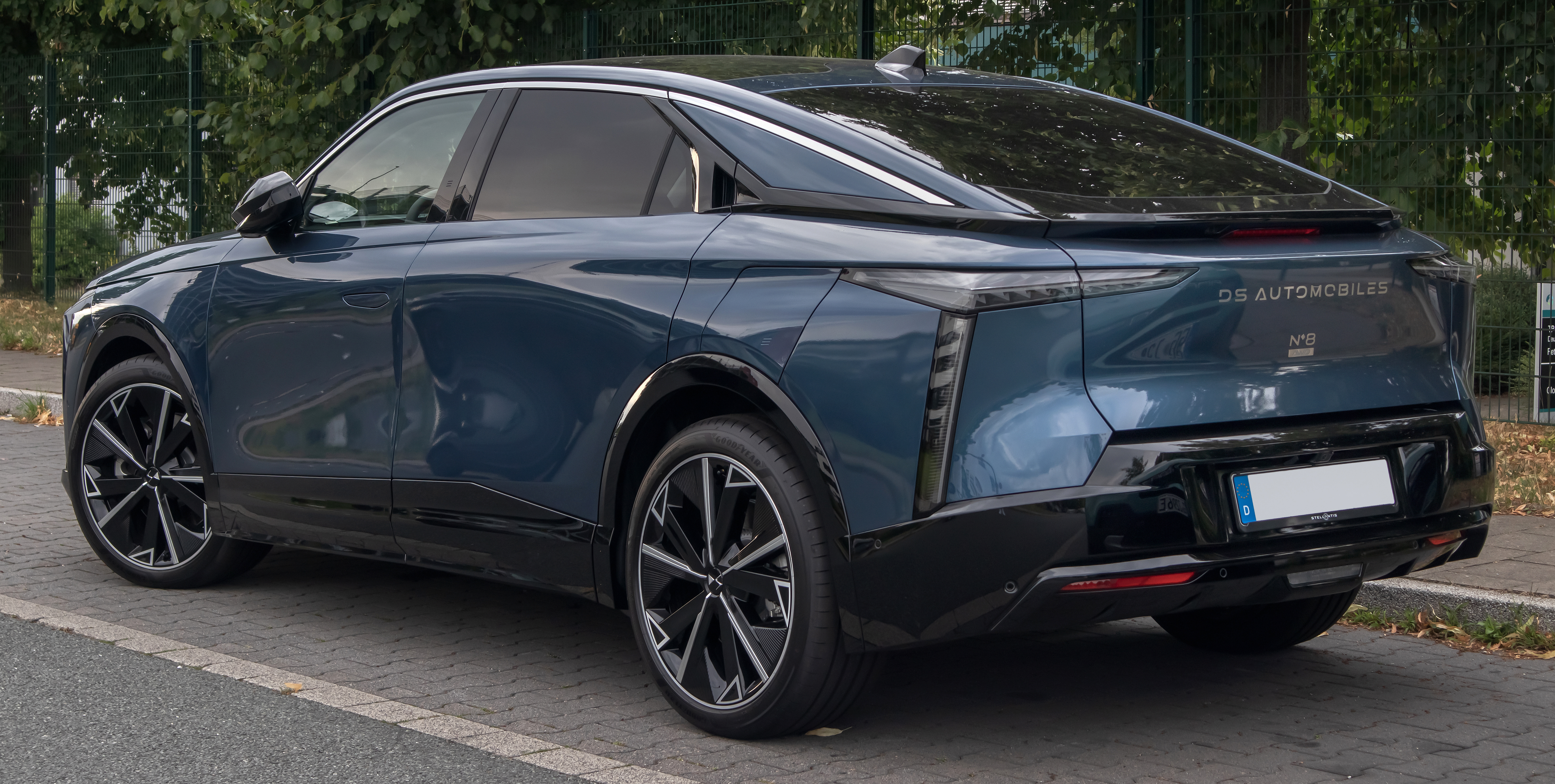

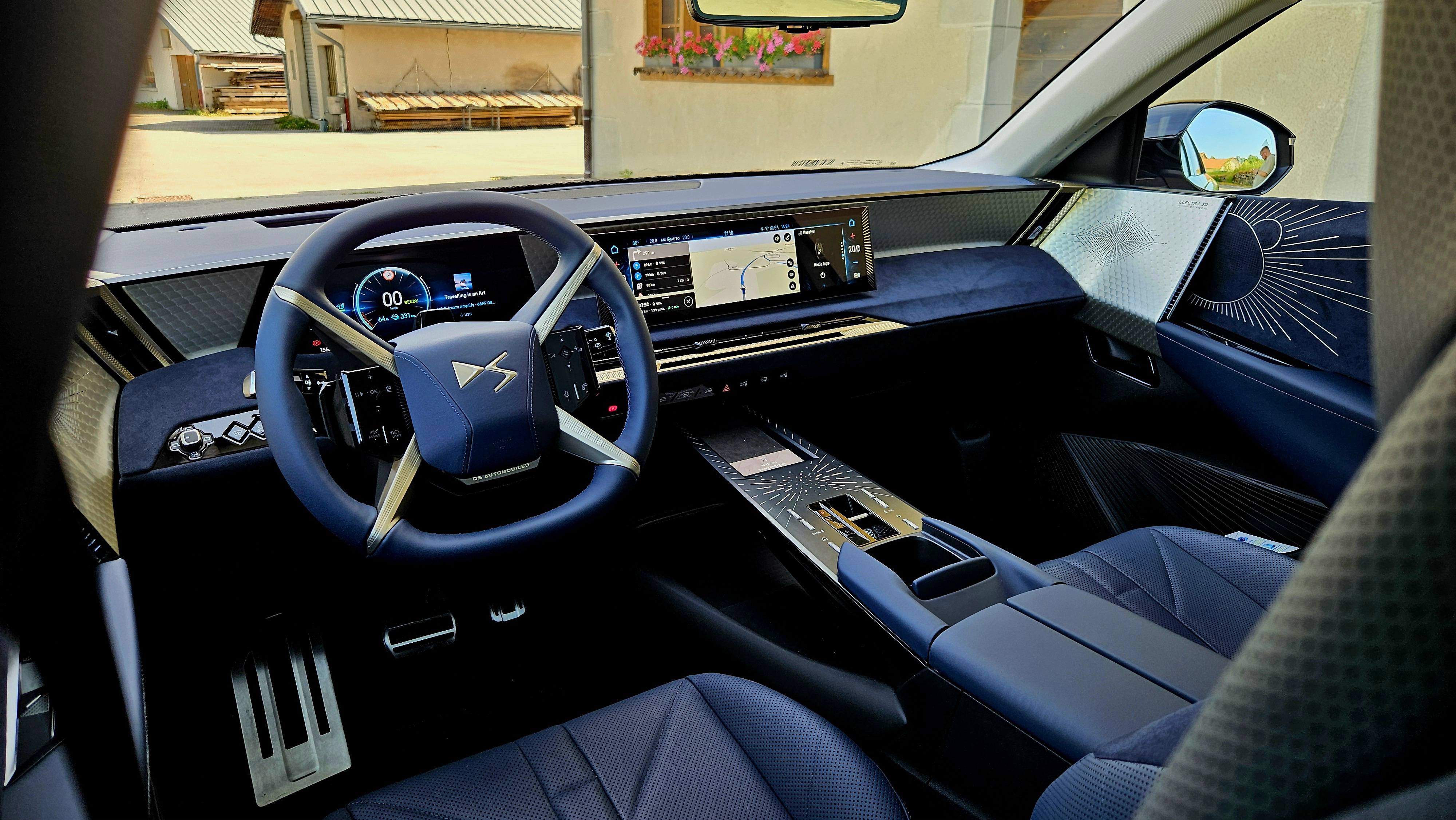

Дизайн натхненний концептом Aero Sport Lounge, представленим у 2020 році. 
Спочатку автомобіль анонсували як DS 8, а потім DS представив нову стратегію назви автомобілів. 
В травні 2025 року DS представили версію N°8 спеціально для президента Франції Емманюеля Макрона. Зовнішній вигляд автомобіля вирізняється унікальним синім кольором Sapphire Blue з контрастними чорними акцентами. До них додається спеціальна решітка радіатора DS Luminascreen, яка підсвічується синім, білим та червоним кольорами як натяк на французький прапор. До речі, на передньому бампері є тримачі для прапорця. Модель також має складний м’який верх, а також сині, білі та червоні значки.

### Версії
- Pallas FWD 230 к.с, запас ходу 542 км
- Pallas FWD Long Range 245 к.с, запас ходу 739 км
- Étoile FWD 230 к.с, запас ходу 520 км
- Étoile FWD Long Range 245 к.с, запас ходу 705 км
- Étoile AWD Long Range 350 к.с, запас ходу 664 км[4]